# Соловьёво (Восточно-Казахстанская область)
Соловьёво (каз. Соловьёво) — село в Зыряновском районе Восточно-Казахстанской области Казахстана. Административный центр Соловьёвского сельского округа. Находится примерно в 14 км к югу от районного центра, города Зыряновска. Код КАТО — 634855100.

## Географическое положение
Находиться в 15 км к югу от Зыряновска на берегу р. Берёзовка.

## Население
В 1999 году население села составляло 1531 человек (740 мужчин и 791 женщина). По данным переписи 2009 года, в селе проживал 1301 человек (584 мужчины и 717 женщин).

## История
Село Соловьёво основали каменщики, приехавшие в Бухтарминский край в поисках сказочного Беловодья. Название села происходит от имени его основателя Гавриила Соловьёва, приехавшего летом 1812 года на берега Берёзовки.
По переписи населения 1897 года в селе проживало 592 человека. После революции Соловьёво стало центром сельсовета.
В 1957 году в целях обеспечения Зыряновска сельскохозяйственной продукцией было создано крупное мясо-молочное и овощеводческое хозяйство — совхоз «Соловьёвский».
С распадом СССР совхоз был расформирован. На его базе было создано несколько крестьянских хозяйств и ТОО.
В селе имеется средняя школа, семейная врачебная амбулатория, почтовое отделение, клуб «Досуг».